# Церква Воздвиження Чесного Хреста Господнього (Угриньківці)
Церква Воздвиження Чесного Хреста Господнього в Угриньківцях — парафія і храм греко-католицької громади Заліщицького деканату Бучацької єпархії Української греко-католицької церкви в селі Угриньківці Чортківського району Тернопільської области.
Оголошена пам'яткою архітектури місцевого значення (охоронний номер 527).

## Історія церкви
Велика кам'яна церква, збудована греко-католицькою громадою у 1769 році, є материнською для села. Завдяки цьому її вдалося постійно оберігати від знищення та закриття. Біля церкви розташовані дзвіниця і капличка Пречистої Діви Марії.
З 1946 по 1989 рік парафія належала до РПЦ, а з 1990 року знову повернулася в лоно УГКЦ.
Капітальні ремонти проводилися у 1906 та 1987 роках. На початку 1900-х років іконостас виготовили брати Калакайло з сусіднього села Хартонівці.
У 1925–1948 роках церква мала у користуванні 164 морги землі. У 1994 році за парафією було приватизовано 3,5 га землі, яку передали в оренду, а отримані кошти спрямовуються на потреби храму. У власності парафії також є проборство на 0,19 га землі.
У 2000 році першу візитацію парафії здійснив єпископ Іриней Білик, який освятив розписану церкву.
На парафії встановлено хрест на честь скасування панщини. При в'їзді до села відновлено фігуру Божої Матері, зруйновану комуністами в 1960-х роках. У селі також є недіючий костел святого Яцека (1902).

## Парохи
- о. Нанасій,
- о. Роман Воробкевич,
- о. Роман Маковей,
- о. Іван Сенатович,
- о. Стажуй,
- о. Номирович,
- о. В. Кужіль,
- о. Микола Миколаїв
- о. В. Костецький,
- о. Величай,
- о. Бонні,
- о. Ігор Мохун,
- о. Василь Мотуляк (1990—1991),
- о. Ігор Леськів (1992—2007),
- о. Петро Майка (2005—2007),
- о. Василь Стасів (2008—2012),
- о. Андрій Прокопів (з 24 серпня 2012).

- о. Василь Пасовистий.
- о. Дмитро Марущак.
- о. Іван Касюк (з 01.01.2023-).